# Marco Aurelio Robles
Marco Aurelio Robles Méndez (8 tháng 11 năm 1905, tại Aguadulce – 14 tháng 4 năm 1990, tại Miami) là Tổng thống Panama từ ngày 1 tháng 10 năm 1964 đến ngày 30 tháng 9 năm 1968. Ông học tại Đại học Panama và Đại học Sorbonne. Trước khi làm tổng thống, ông từng đảm nhiệm các phái bộ ngoại giao ở Pháp và Vương quốc Anh, đồng thời giữ chức Bộ trưởng Bộ Tư pháp (1960–1964).
Robles là anh họ của tổng thống tiền nhiệm, Roberto Francisco Chiari Remón. Vào ngày 16 tháng 4 năm 1990, ông qua đời tại Miami sau một cơn bạo bệnh kéo dài.